# Leary (Géorgie)
Pour les articles homonymes, voir Leary.
Leary est une ville américaine située dans le comté de Calhoun, en Géorgie. Selon le recensement de 2020, sa population est de 524 habitants.